# ماري وارد براون
ماري وارد براون (بالإنجليزية: Mary Ward Brown)‏‏ (18 يونيو 1917 - 14 مايو 2013 ) كاتِبة، وروائية من الولايات المتحدة.